# Черноглав уакари
Черноглавият уакари (Cacajao melanocephalus) е вид бозайник от семейство Сакови (Pitheciidae).

## Разпространение
Видът е разпространен в тропическите гори на Амазонка. Среща се в Бразилия, Колумбия и Венецуела.